# Gabrielle cu cămașa descheiată
Gabrielle cu cămașa descheiată este o pictură în ulei pe pânză realizată de Auguste Renoir în 1907. Se află în colecția Muzeului de Artă Contemporană din Teheran, dar nu este expusă publicului din cauza cămășii descheiate a modelului.
Gabrielle era Gabrielle Renard, o verișoară a soției lui Renoir, Aline Charigot. Ea a devenit bona familiei în 1894 și mai târziu a pozat de multe ori pentru Renoir înainte de a deveni îngrijitoarea lui. S-a căsătorit și s-a mutat să locuiască în America abia după moartea acestuia, în 1919.